# Carolyn R. Bertozzi
Carolyn Ruth Bertozzi  (Boston, 1966. október 10. –) amerikai vegyész, a 2022-es kémiai Nobel-díj kitüntetettje, melyet Morten P. Meldallal és Karl Barry Sharpless-szel megosztva kapott a klikk-kémia és a bioortogonális kémia terén elért úttörő kutatásaikért.

## Élete
A Harvard Egyetemen biológiát majd szerves kémiát tanult. A Kaliforniai Egyetemen Berkeleyben doktorált.

## Fordítás
- Ez a szócikk részben vagy egészben  a   Carolyn Bertozzi című német Wikipédia-szócikk fordításán alapul.  Az eredeti cikk szerkesztőit annak laptörténete sorolja fel. Ez a jelzés csupán a megfogalmazás eredetét és a szerzői jogokat jelzi, nem szolgál a cikkben szereplő információk forrásmegjelöléseként.